# Scivaismo

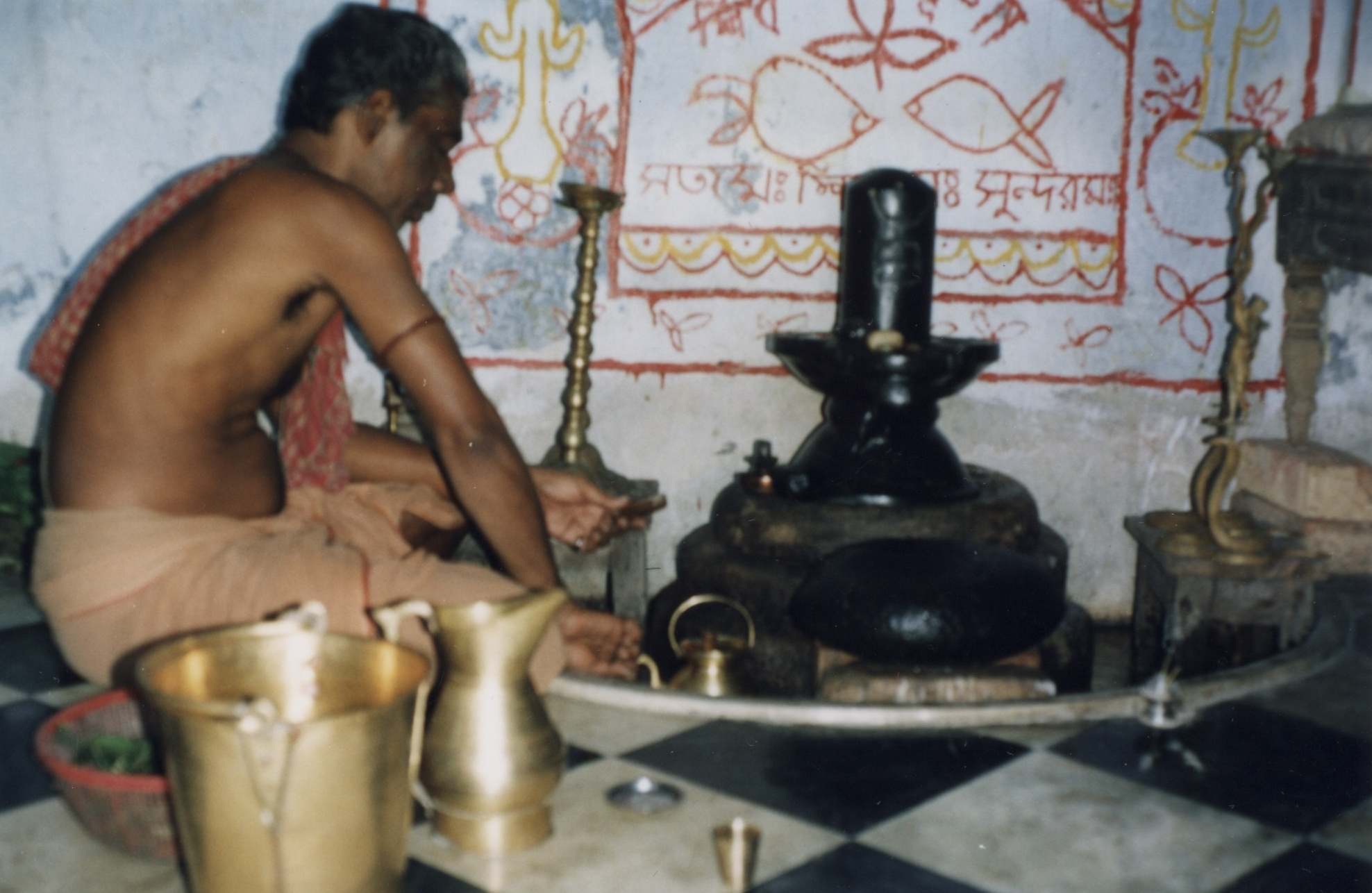
Adorazione di Siva in forma di lingam

Lo scivaismo o shivaismo, o anche sivaismo, è una delle tre principali correnti devozionali (bhakti) dell'induismo moderno, insieme al visnuismo e allo śaktismo, che riconosce Siva come dio supremo.
I seguaci dello scivaismo sono definiti scivaiti.
Gli scivaiti identificano Siva con Īśvara, l'aspetto personale di Dio, pensando cioè che incarni in sé il triplice principio dell'intera trimurti ed artisticamente ciò viene reso mostrando Siva in preminenza e Visnù e Brahmā che escono rispettivamente dal suo fianco sinistro e destro.
Lo scivaismo riconosce negli Āgama le fonti della sua dottrina.

## Storia dello scivaismo
Lo scivaismo si riferisce alle tradizioni religiose dell'induismo che considerano il dio Siva come divinità suprema.
Il culto di Siva è una tradizione panindiana, praticato ampiamente in tutta l'India, Sri Lanka e Nepal, e comprende molte scuole che mostrano differenze nella dottrina e varianze regionali. Lo scivaismo vanta una vasta letteratura comprendente testi che rappresentano diverse scuole filosofiche, incluse le prospettive non-dualista (abheda), dualista (bheda) e dualista-non-dualista (bhedabheda).
È molto difficile risalire all'antichità dello scivaismo. Axel Michaels spiega la natura composita dello scivaismo come segue:
(Michaels 2004, p. 215)

## Preistoria
Alcuni ritengono che i manufatti di Mohenjo-daro, Harappa e altri siti archeologici del nord-ovest dell'India e del Pakistan indichino che qualche prima forma di culto di Siva sia stata praticata nella valle dell'Indo. Questi manufatti includono alcuni liṅga e il "sigillo Paśupati", che è stato oggetto di molti studi. La civiltà della valle dell'Indo raggiunse il suo picco intorno al 2500-2000 a.e.v., quando i collegamenti commerciali con la Mesopotamia erano molto frequentati, iniziò il suo declino nel 1800 a.e.v e si spense nel 1500 a.e.v.
Il sigillo rinvenuto durante gli scavi del Mohenjo-daro, sito archeologico della valle dell'Indo, ha richiamato l'attenzione in quanto possibile rappresentazione di una figura di "proto-Siva". Questo "sigillo Paśupati" ("Signore degli Animali") mostra una grande figura centrale circondata da animali. La figura centrale è spesso descritta come seduta, possibilmente itifallica. Sir John Marshall e altri hanno sostenuto che questa figura è un prototipo di Siva, e hanno descritto la figura come avente tre facce, seduta in una "postura yoga", con le ginocchia in fuori e i piedi uniti. Le forme semicircolari sulla testa sono spesso interpretate come due corna. Gavin Flood caratterizza queste interpretazioni come "speculative", affermando che non è chiaro dal sigillo che la figura abbia tre facce, che sia seduto in una posizione yoga, o addirittura che la forma rappresenti una figura umana, è tuttavia possibile che ci siano echi di temi iconografici di Siva, quali forme a mezzaluna che ricordano le corna di un toro.

## Rudra
Lo scivaismo è dedicato al culto del dio Siva. La parola sanscrita śiva (devanagari शिव) è un aggettivo che significa "gentile", "cordiale", "generoso" o "di buon auspicio". Come nome proprio, significa "Quello del buon auspicio", usato come nome eufemistico del dio vedico Rudra. In lingua inglese può essere semplicemente traslitterato sia come "Shiva" sia come "Siva".
Nel corso del tempo, molti approcci regionali al culto e alla comprensione di Siva sarebbero stati edificati.

## Emergenza dello scivaismo
La documentazione della storia religiosa formale come discorde dalle evidenze archeologiche e dalle testimonianze delle scritture è sottolineata da Gavin Flood:
(Flood 2003, p. 205)
I due grandi poemi epici dell'India, il Mahābhārata e il Rāmāyaṇa, trattano ampiamente le storie di Siva e Visnù, e nel Mahābhārata troviamo riferimenti ai primi asceti di Siva.
La Śvetāśvatara Upaniṣad (400-200 a.e.v.) è la prima esposizione testuale di una filosofia sistematica dello scivaismo. Come spiegato da Gavin Flood, il testo propone:
(Flood 1996, p. 153)
Nel Mahābhasya del grammatico Patañjali, il "Grande Commento" alla grammatica sanscrita di Pāṇini (II secolo a.e.v), l'autore descrive un devoto di Siva come vestito di pelli di animali e con una lancia di ferro quale simbolo del suo dio, forse un precursore del tridente di Siva.

## Scivaismo puranico
È con i Purāṇa che lo shaivismo si diffuse infine rapidamente, da un capo all'altro del subcontinente, grazie ai cantori e ai compositori delle narrative puraniche. La letteratura puranica ha le sue origini nel tardo periodo Gupta (VI secolo) e si sviluppò fra l'VIII e l'XI secolo, insieme alle forme di culto smarta dei bramini. La convergenza delle tendenze scivaite e vaisnavite, così come la loro popolare crescita, possono essere state in parte il risultato, durante le dinastie dominanti come i Gupta, dell'assimilazione delle risorse e degli elementi culturali dei territori conquistati.
La massa del materiale contenuto nei Purāṇa fu stabilizzata durante il regno dei Gupta, con addizioni successive ai testi iniziali proseguite fino al tardo Medioevo. Ci sono diciotto Purāṇa maggiori, e questi sono tradizionalmente classificati in tre gruppi di sei, con Siva considerato essere la divinità centrale nello Śiva Purāṇa, Liṅga Purāṇa, Matsya Purāṇa, Kūrma Purāṇa, Skanda Purāṇa e Agni Purāṇa. Tuttavia questo raggruppamento tradizionale è inesatto, perché mentre lo Śiva Purāṇa è fortemente confessionale nel suo centrarsi su Siva, gli altri non sono così settari, e contemplano anche altre divinità, in modo particolare Visnù.
Il corpus puranico è un complesso insieme di materiali che anticipa le visioni di vari culti concorrenti, come Gavin Flood spiega:
(Flood 1996, p. 111)
Per esempio, il Viṣṇu Purāṇa (IV secolo) presenta un punto di vista vaisnava, nel quale Visnù si risveglia, diventa il creatore dio Brahmā per creare l'universo, sostenerlo, e quindi distruggerlo come fa Rudra (Siva).
Il teismo scivaita è esposto negli Āgama, in numero di duecento e all'interno dei quali sono inclusi gli Upagama (gli Āgama minori), testi composti prima del VII secolo. Nel VII secolo, Banabhatta incluse l'adorazione di Siva come proprio contributo alla religione prominente di quel tempo.
Nel VII secolo il grande viaggiatore cinese Xuánzàng (Huen Tsang) viaggiò in India e scrisse in merito alla prevalenza della venerazione di Siva a quel tempo, descrivendo i templi di Siva a Kanoj, Karachi, Malwa, Gandhar (Kandahar), e specialmente a Varanasi (Benares), dove egli vide venti grandi templi dedicati a Siva.

## Scivaismo non-puranico

### Smartismo
Smartismo è una denominazione dell'induismo incentrato su un gruppo di cinque divinità anziché una soltanto. Il "culto delle cinque forme" (pañcāyatana pūjā), che fu diffuso dal filosofo Adi Shankara (anche conosciuto come Sankaracarya) (vissuto fra il 650 e 800, tradizionalmente 788-820), elegge le seguenti divinità: Siva, Gaṇeśa, Visnù, Devī e Sūrya Questo sistema fu istituito da Sankaracarya principalmente per porre sul medesimo piano le principali divinità delle cinque maggiori sette. La filosofia monistica predicata da Sankaracarya ha reso possibile scegliere una di queste divinità principali come quella preferita, e nello stesso tempo adorare le altre quattro come differenti forme dello stesso onnipervadente brahman.

### Śaivasiddhānta
Questa tradizione potrebbe aver avuto origine nel Kashmir, dove sviluppò una sofisticata teologia diffusa da teologi quali Sadyojoti, Bhatta Narayanakantha e suo figlio Bhatta Ramakantha (c.950-1000). Considerato di norma uno scivaismo tantrico, lo śaivasiddhānta prevedeva i riti, le categorie cosmologiche e le teologie dello scivaismo tantrico. Essendo una filosofia dualistica, l'obiettivo del seguace dello śaivasiddhānta è di aspirare a uno stato ontologicamente distinto da Siva (attraverso la grazia stessa di Siva). Questa tradizione era seguita in tutta l'India. La sottomissione musulmana del nord dell'India restrinse lo śaivasiddhānta al sud, dove si fuse col culto shaiva Tamil, espresso nella poesia bhakti dei Nāyaṉār. È in questo contesto storico che lo śaivasiddhānta è comunemente considerato una tradizione “del sud”, una tradizione ancora ben viva.

### Nāyaṉār
Nel settimo secolo si sviluppò, all'interno della tradizione bhakti del sud dell'India, una corrente di poeti-santi incentrata su Siva, i Nāyaṉār, a similitudine di quella dei vaishnava Āl̥vār. I poemi devozionali dei Nāyaṉār sono suddivisi in undici collezioni, insieme a un Purāṇa tamil chiamato Periya Puranam. Le prime sette collezioni sono conosciute come Thevarum e sono considerati dai Tamil come equivalenti ai Veda. Essi furono composti nel settimo secolo da Sambandar, Appar e Sundarar.
Tirumular (o anche Tirumūlār o Tirumūlar), l'autore del Tirumantiram (o anche Tirumandiram), è considerato da Tattwananda il primo esponente dello scivaismo nelle aree tamil. Tirumular è datato nel VII o VIII secolo da Maurice Winternitz. Il Tirumantiram è considerato il riferimento primario nel sistema dello śaivasiddhānta, essendo il decimo libro del suo canone. Il Tiruvacakam di Manikkavacakar è una importante collezione di inni; di questi sir Charles Eliot scrisse:
(Charles Eliot, Hinduism and Buddhism, volume II, p. 127.)
Il Tiruvacakam loda Siva come appartenente all'India meridionale, sebbene adorato da persone di tutti i paesi dell'India.

## Aree tamil
Ci sono numerosi templi dedicati a Siva nel Tamil Nadu, molti localizzati nella regione di Thanjavur, la quale costituiva la maggior parte dell'impero Chola tra l'800 e il 1200. Lo śaivasiddhānta, una particolare branca dello shaivismo, è particolarmente popolare nel sud dell'India, Sri Lanka, Malaysia, Singapore e ogni città dove i Tamil vivono.